# Liste der Baudenkmale in Mellenthin
In der Liste der Baudenkmale in Mellenthin sind alle denkmalgeschützten Bauten der Gemeinde Mellenthin (Mecklenburg-Vorpommern) und ihrer Ortsteile aufgelistet. Grundlage ist die Veröffentlichung der Denkmalliste des Landkreises Ostvorpommern mit dem Stand vom 30. Dezember 1996. 

## Baudenkmale nach Ortsteilen

### Mellenthin
| ID | Lage    | Bezeichnung | Beschreibung | Bild |
| -- | ------- | --- | --- | --- |
|    | (Karte) | Kirche mit Friedhofsmauer | Bau aus Feld- und Backstein, Chor mit Kreuzrippengewölbe vom 14. Jh., Langhaus Anf. 15. Jh., Turm 15. Jh. mit geschweifter Haube und oktogonalem Helm von 1755; Innen: Deckenmalereien 15. Jh., Kanzel von 1650, Altar, Gestühl und Empore 18. Jh., Glocke von 1654. | Kirche mit Friedhofsmauer |
|    | (Karte) | Schloss mit den beiden vorgelagerten Nebengebäuden, dem Schlossgraben mit Brücke, dem Park und den beiden an der zum Schloss führenden Straße gelegenen Gesindehäusern | 2-gesch., 7-achs., dreiflügeliger Putzbau von 1575– 1630 mit Krüppelwalmdach, drei hof- und ein parkseitiger, 3-gesch. Mittelrisalit, nach 1945 Kindergarten, Wohnhaus, nach 2001 Hotel; Gut der Familien von Neuenkirchen (ab 14. Jh.), Johan Axelsson Oxenstierna (ab um 1648), von der Lühne (ab Ende 17. Jh.), von Meyenn (ab 1747), danach häufiger Besitzerwechsel (19. JH.–1928) | Schloss mit den beiden vorgelagerten Nebengebäuden, dem Schlossgraben mit Brücke, dem Park und den beiden an der zum Schloss führenden Straße gelegenen Gesindehäusern |

### Dewichow
| ID | Lage          | Bezeichnung             | Beschreibung | Bild |
| -- | ------------- | ----------------------- | ------------ | ---- |
|    | Dorfstraße 25 | Wohnhaus mit Stallungen |              |      |
|    | Dorfstraße    | Gutshaus                |              |      |

### Morgenitz
| ID | Lage                  | Bezeichnung                    | Beschreibung                                                                                      | Bild                      |
| -- | --------------------- | ------------------------------ | ------------------------------------------------------------------------------------------------- | ------------------------- |
|    | Dorfstraße 8 (Karte)  | Haustür                        |                                                                                                   |                           |
|    | Dorfstraße 9 (Karte)  | Wohnhaus                       |                                                                                                   |                           |
|    | Dorfstraße 14 (Karte) | Stallscheune                   |                                                                                                   |                           |
|    | Dorfstraße 48 (Karte) | Scheune                        |                                                                                                   |                           |
|    | Dorfstraße (Karte)    | Pfarrhaus und Stall            |                                                                                                   | Pfarrhaus und Stall       |
|    | Dorfstraße            | Schule                         |                                                                                                   |                           |
|    | (Karte)               | Kirche mit Friedhofsmauer      | Die heutige einfache, einschiffige Kirche ist ein spätgotischer Backsteinbau (um 1500) ohne Turm. | Kirche mit Friedhofsmauer |
|    |                       | Kriegerdenkmal (an der Kirche) |                                                                                                   |                           |

## Quelle
- Bericht über die Erstellung der Denkmallisten sowie über die Verwaltungspraxis bei der Benachrichtigung der Eigentümer und Gemeinden sowie über die Handhabung von Änderungswünschen (Stand: Juni 1997; PDF, 934 kB)